# HK69榴彈發射器
HK69是德國黑克勒-科赫推出的40毫米獨立式單發榴彈發射器，是當時德國聯邦國防軍的制式裝備，其後被HK79及AG-36取代。

## 設計
HK69的設計與獨立式M203榴彈發射器相似，主結構包括單動式板機以及外露式擊槌擊發結構，槍身採用折開式，裝有手槍握把及金屬製T型伸縮槍托，並裝有握把保險及手動安全制等雙從保險系統。槍管內刻有膛線，使榴彈發射後可產生旋轉效果，有助於維持彈道的穩定。而照門採直立式設計，照門分為大型及小型兩種，小型作為50m與100m的近距離，主要提供作為警用。而大型則作為150m~350m的遠距離，主要是做為軍用。德國聯邦國防軍在1980年代初正式採用改進版本的HK69A1，並使用由德國Diehl開發的Diehl DM-41 40×46毫米破片高爆彈，亦可發射其他40毫米彈藥。
HK69（37毫米版本）成為了多國警隊用於發射催淚彈的防暴武器，意大利的Luigi Franchi SpA亦有推出特制槍托的改進版本。

## 使用國
- 阿富汗
- 阿根廷
- 奥地利
- 比利时
- 丹麦
- 爱沙尼亚
- 法國
- 芬兰
- 德国
- 希腊
- 義大利
- 日本
- 列支敦斯登
- 立陶宛
- 盧森堡
- 马来西亚
- 馬爾他
- 尼加拉瓜
- 挪威
- 波蘭
- 沙烏地阿拉伯
- 西班牙
- 斯里蘭卡
- 土耳其
- 英国
- 美国

## 流行文化

### 電子遊戲
- 2009年—《俠盜獵車手IV：失落與詛咒》：命名為「榴彈發射器」。
- 2009年—《俠盜獵車手：夜生活之曲》：命名為「榴彈發射器」。

### 动画
- 2014年—《ALDNOAH.ZERO》：第3話由界塚伊奈帆（かいづか いなほ，CV：花江夏樹）用以發射煙霧彈。